# Khvājehhā
Khvājehhā (persiska: خواجه ها) är en ort i Iran.   Den ligger i provinsen Nordkhorasan, i den nordöstra delen av landet, 600 km öster om huvudstaden Teheran. Khvājehhā ligger 1 230 meter över havet och antalet invånare är 190.
Terrängen runt Khvājehhā är platt åt sydväst, men åt nordost är den kuperad.Runt Khvājehhā är det ganska glesbefolkat, med 38 invånare per kvadratkilometer. Närmaste större samhälle är Fārūj, 9,6 km sydväst om Khvājehhā. Omgivningarna runt Khvājehhā är i huvudsak ett öppet busklandskap.